# Ormosia curvicornis
Ormosia curvicornis är en tvåvingeart som beskrevs av Alexander 1966. Ormosia curvicornis ingår i släktet Ormosia och familjen småharkrankar. Inga underarter finns listade i Catalogue of Life.